# Житницы (приток Горного Тикича)
Жи́тницы — река в Жашковском районе Черкасской области Украины, левый приток Горного Тикича (бассейн Южного Буга).

## Описание
Длина реки 17 км, уклон реки — 1,9 м/км. Площадь бассейна — 66,4 км². Формируется из многих безымянных ручьёв.

## Расположение
Житница начинается юго-западнее села Литвиновки. Течёт на юго-восток через сёла Житники и Ольшанка. В селе Бузовка впадает в реку Горный Тикич, левый приток Тикича. Сток реки на большей части её течения зарегулирован прудами.

## Галерея

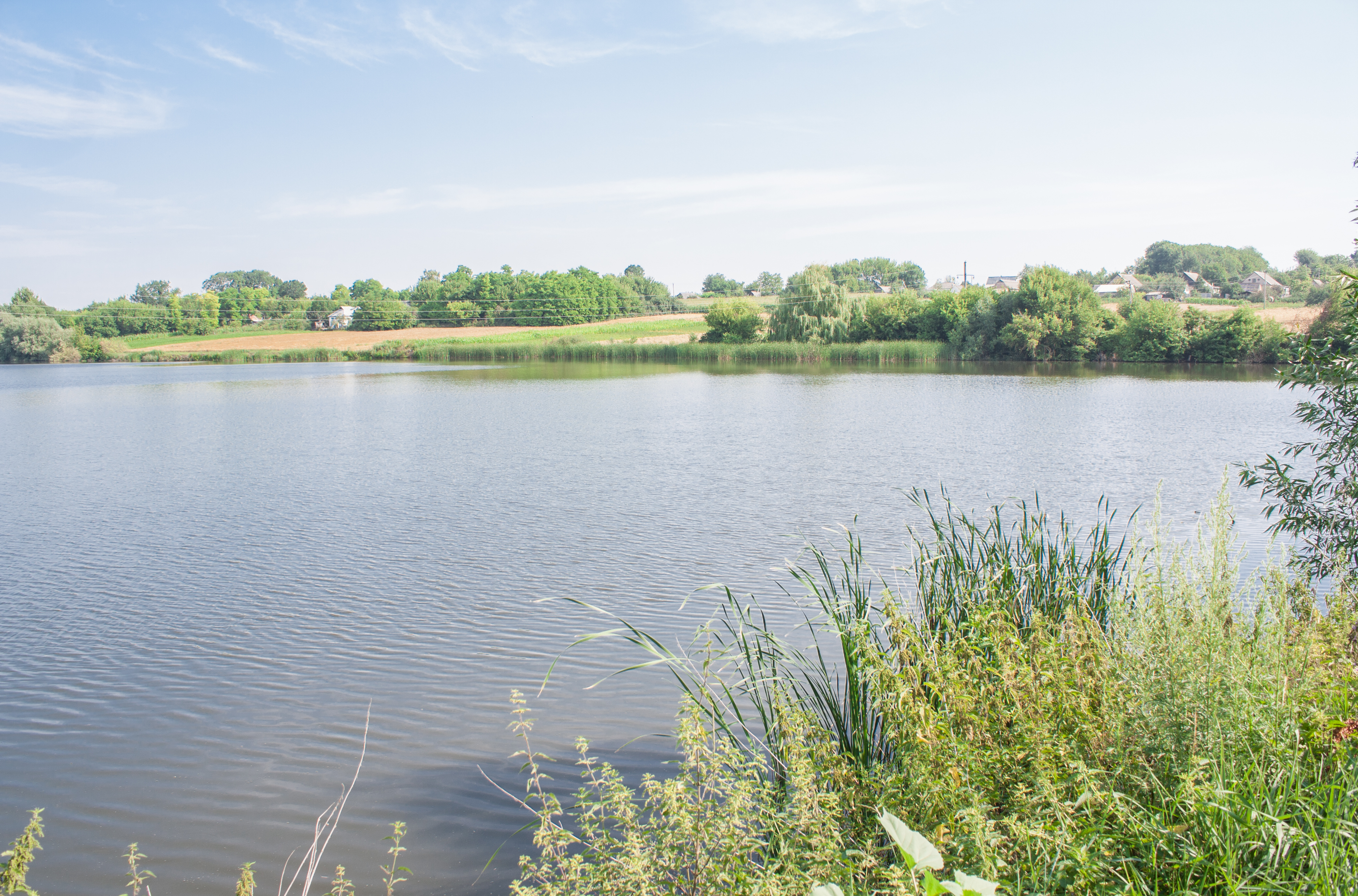
Пруд на реке в селе Ольшанка
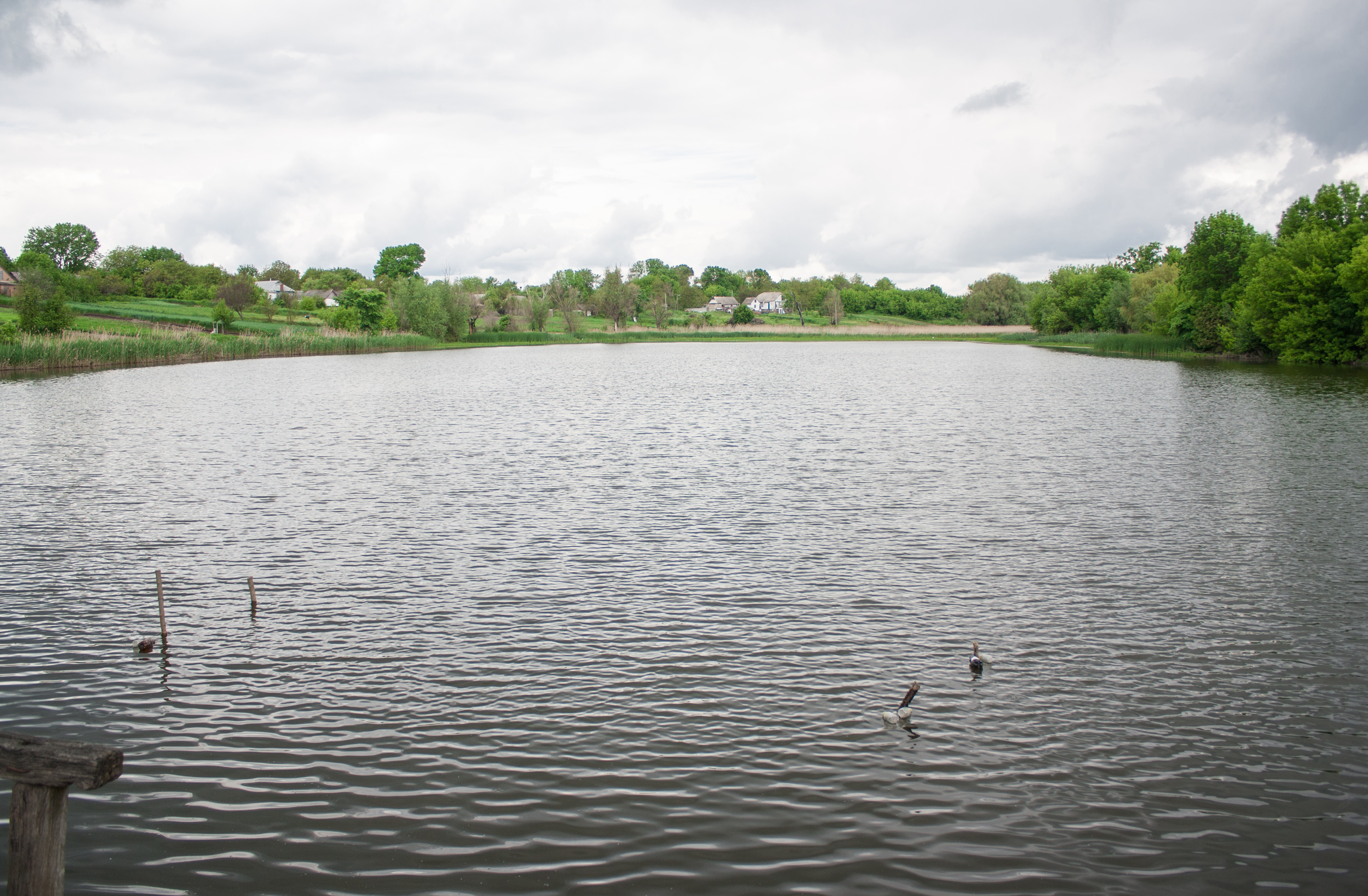
Пруд на реке в селе Житники